# Calliopaea bellula
Calliopaea bellula — вид морських черевоногих молюсків родини Limapontiidae.

## Поширення
Вид поширений на північному сході Атлантики та у Середземному морі вздовж узбережжя Європи. Виявлений також у Чорному морі біля узбережжя Болгарії. Мешкає на мілководді у заростях трави Zostera.

## Опис
Тіло завдовжки до 10 мм. Забарвлення сірого або зеленого кольору з чорними вкрапленнями. Ринофори і стопа блідіші. Набряклі церати розташовані дорсо-латерально у кількості до двадцяти штук. Вони розташовані до шести рядів, по одній-дві цераті в кожному півряді. Анальний отвір передньо-спинний.

## Спосіб життя
Оофаг - живиться яйцями інших морських молюсків. Зокрема відомо живлення яйцями Haminoea orbignyana.